# Reprezentacja Portugalii w koszykówce mężczyzn
Reprezentacja Portugalii w koszykówce mężczyzn - drużyna, która reprezentuje Portugalię w koszykówce mężczyzn. Za jej funkcjonowanie odpowiedzialny jest Portugalski Związek Koszykówki. Dwukrotnie brała udział w Mistrzostwach Europy, jednak nigdy nie zdobyła medalu.

## Udział w imprezach międzynarodowych
- Mistrzostwa Europy
  - 1951 - 15. miejsce
  - 2007 - 9. miejsce